# Агамирзян, Игорь Рубенович
Игорь Рубенович Агамирзян (21 марта 1957, Ленинград, Ленинградская область) — ведущий эксперт в области компьютерных и информационных технологий, венчурного инвестирования и инновационно-технологического предпринимательства.
На протяжении многих лет Игорь Агамирзян входил в российские рейтинги менеджеров компьютерного бизнеса («DATOR Top100» 1994—1998, «Международный Компьютерный Клуб» — с 1997 года). В 2002 получил награду FAST.prs 2002 Международного компьютерного клуба, вошёл в «TOP 100 российской IT-индустрии» по версии газеты «Коммерсантъ». В 2007 году он был включён в список «Тop-100 Лучших менеджеров Санкт-Петербурга», в 2010, в 2012 и 2013 — входил в Топ-10 менеджеров финансового сектора совместного рейтинга Ассоциации менеджеров России (АМР) и газеты Коммерсантъ «Топ-1000 российских менеджеров»

## Биография
Игорь Рубенович Агамирзян родился в Ленинграде 21 марта 1957 года в семье народного артиста СССР, режиссёра Агамирзяна Рубена Сергеевича. Выпускник физико-математического лицея № 239. В 1979 году окончил математико-механический факультет Ленинградского государственного университета по специальности «Прикладная математика» по кафедре математического обеспечения ЭВМ.

## Карьера
- 1979—1991 гг. — сотрудник институтов Академии наук СССР, от стажёра-исследователя до старшего научного сотрудника.
- 1991—1995 гг. — Соучредитель и технический директор компании «АстроСофт», Санкт-Петербург[10].
- 1995—1996 гг. — Консультант Майкрософт Консалтинг, Майкрософт Ближний Восток (Дубай)[11].
- 1996—1999 гг. — Старший консультант/руководитель практики, затем руководитель отдела по работе с корпоративными заказчиками, Майкрософт Россия[12].
- 1999—2007 гг. — Менеджер по связям с университетами, Исследовательский центр Майкрософт (Великобритания), затем директор отдела по работе с государственными организациями Майкрософт Россия, Майкрософт Центральная и Восточная Европа, затем Директор по стратегии Майкрософт Центральная и Восточная Европа[13].
- 2007—2009 гг. — Генеральный директор Центра разработки программного обеспечения корпорации ЕМС в Санкт-Петербурге[14].
- 2009—2016 гг. — Генеральный директор и председатель правления АО «Российская венчурная компания»[15][16].
- С 2016 года является вице-президентом Национального исследовательского университета Высшей школы экономики[17][18].

## Общественная деятельность
- 2000—2002 гг. — член международной экспертной группы DOT-Force (Digital Opportunity Taskforce) стран G8. Участвовал в подготовке встреч руководителей стран «восьмёрки» в Генуе (2001 г.) и Кананаскисе (2002 г.)[19]
- В 2001—2005 входил в состав Консультативного Совета высокого уровня (High-Level Panel of Advisors) целевой группы ООН по информационно-коммуникационным технологиям при Генеральном секретаре ООН (UN ICT Task Force)[20]
- В 2002 г. был назначен советником ООН по ИКТ в UN ICT Taskforce[21][22]
- В 2002 участвовал в подготовке World Summit on the Information Society (Бухарест, ноябрь 2002)[23]
- С 2009 года — член комиссии при Президенте РФ по модернизации и технологическому развитию экономики России[24]
- С 2009 — член Координационного совета Рынка Инноваций и инвестиций (РИИ)[25]
- С 2010 года — член комиссии при Председателе Правительства РФ по высоким технологиям и инновациям[26].
- С 2010 — член Наблюдательного совета Программы развития НИУ ВШЭ[27]
- С 2010 года — член попечительского совета Фонда «Сколково»[28]
- С 2011 — член Совета директоров ОАО «Роснано»[29]
- В 2011 году — соруководитель экспертной группы «Переход от стимулирования инноваций к росту на их основе» работы по подготовке Концепции долгосрочного социально-экономического развития Российской Федерации до 2020 года («Стратегия-2020»)[30].
- С 2012 года — член Совета при Президенте РФ по модернизации экономики и инновационному развитию[31].
- С 2012 — член экспертного совета по развитию ИТ-отрасли при Минкомсвязи РФ[32]
- C 2012 — член Экспертного совета при Правительстве РФ[33]
- С 2014 — член Совета директоров ООО «УК Роснано»[34]
- Член Административного совета Российской ассоциации венчурного инвестирования (РАВИ)[35]
- Член Наблюдательного совета Национальной ассоциации бизнес-ангелов (НАБА) наба, член оргкомитета IV конгресса НАБА[36]
- В 2014 вошёл в инициативную группу по созданию Российского Совета фондов прямых инвестиций[37]

## Образовательная и научная деятельность
Опубликовал более 25 работ по теории программирования, цитирующихся, например, в докторской диссертации по алгоритмизации, в работах; ряд статей по проблемам информационного общества и компьютерного бизнеса, по концепции «электронного правительства». Эти работы цитируются рядом исследователей в диссертационных работах по социологии, политологии, юридическим наукам — например, в] (всего более двадцати). В качестве исследователя, внёсшего вклад в разработку методологии инновационной деятельности, упоминается рядом экономистов в таких работах, как
.
- 1979—1988 гг. — стажёр-исследователь, младший научный сотрудник, научный сотрудник Института теоретической астрономии Академии наук СССР[13].
- 1986 г. — защитил диссертацию на соискание степени кандидата физико-математических наук, Академия наук СССР.
- 1984—1995 гг. — лектор, доцент кафедры вычислительной математики физико-механического факультета Ленинградского политехнического института.
- 1988—1992 гг. — старший научный сотрудник Ленинградского института информатики Академии наук СССР.
- 1991—1992 гг. — консультировал свежесозданный Международный математический институт Академии Наук по созданию локальной сети с доступом к электронной почте для математиков[59].
- В 2001—2006 годах сотрудничал с Высшей Школой Экономики, где принимал участие в создании Факультета бизнес-информатики[60], был заведующим базовой кафедрой Майкрософт[61]
- В 2011 стал инициатором создания базовой кафедры РВК на факультете инноваций и высоких технологий МФТИ и возглавил её[62], разработав и запустив курс «Разработка и запуск технологического проекта (стартапа)», аналогичный соответствующему учебному курсу MIT[63].
- В 2017 году возглавил кафедру менеджмента инноваций (в составе Института менеджмента инноваций) НИУ ВШЭ[18].